# Tumor sólido pseudopapilar
Um tumor sólido pseudopapilar (também denominado neoplasia sólida pseudopapilar é uma neoplasia maligna do pâncreas de arquitetura papilar que geralmente afeta mulheres jovens.